# Butsu Zone
 (јап. 仏ゾーン , Butsu Zōn, „Зона Буда“) јапанска је манга серија коју је написао и илустровао Хиројуки Такеj. Објављивала се 1997. године у часопису Weekly Shōnen Jump издавачке куће Shueisha. Манга је настала од истоимене кратке приче коју је Такеи такође написао. Ово је била његова прва серијализована манга. Угашена је након 19 поглавља, односно три танкобона. 
Прича прати Сенџуа (Авалокитешвара бодисатву од хиљаду руку) и Сачи, реинкарнацију Маитреја, наследника Шакјамунија који је пре две хиљаде година научио човечанство Дарму. Људи су временом заборавили његова учења, па Маитреја долази на Земљу да врати свет на прави пут. Сенџу мора да одведе Сачи у Индију како би доживела просветљење и испунила ту улогу.

## Радња
Година је 1975, и девојчица звана Сачи Саиган покушава да заустави уништење свог храма и дома. Минора клан жели да направи хотел од њега, и спремни су да ураде шта год морају како би остварили тај план. Међутим, из статуе бодисатве од Хиљаду руку израња дечак звани Сенџу. Он помаже Сачи, али она му не верује да је заправо бодисатва. То јест, све док Сенџу не буде приморан да користи свој будистички оклоп како би зауставио вођу Минора клана који је дошао да се освети. 
Сачи потом сазнаје да је она реинкарнација Маитреја, и да је Сенџу послат на Земљу како би је одвео у Индију да доживи просветљење. Иако несигурна, она одлази са њим на то путовање. Успут их међутим нападају Маре и Ашура.

## Ликови
Осим што се појављују у манги, ликови из Butsu Zone-а се могу у измењеном облику наћи у „Краљу шамана,“ и то као тим Гандара. У свом оригиналном облику, премда кратко, појављују се у једном од специјала прве аниме адаптације горе поменуте серије. У ствари, Ана Кјојама, Такеијев лик из кратке приче Itako no Anna, има битну улогу и овде и у „Краљу шамана“.
Сенџу
Сенџу (センジュ, Senju), односно Авалокитешвара бодисатва од хиљаду руку, послат је на Земљу како би заштитио реинкарнацију Маитреја. Као и остале бодисатве, морао је да узме облик статуе како би крочио у људски свет. Захваљујући свом будистичком оклопу, има способност да нападне своје противнике са свих хиљаду руку, али због свог карактера, увек се труди да реши проблеме речима.
Сачи Саиган
Сачи Саиган (西岸サチ, Saigan Sachi) је главна хероина приче и реинкарнација буде Маитреја. Родитељи су је оставили у будистичком храму, па ју је одгојио сиромашни монах. Пре него што је упознала Сенџуа, достављала је млеко и проводила дане у храму.
Џизо
Џизо (ジゾウ, Jizō) је Сенџуов пријатељ из детињства. Провео је 2500 година на Земљи чекајући Маитреја. За разлику од Сенџуа чија је статуа направљена од дрвета, Џизо, и остале статуе његове врсте, су од камена и њихова је улога да штите путнике.
Мајк Минора
Мајк Минора (マイク箕浦, Maiku Minoura) је вођа Минора клана. Након што га Сенџу порази, он и његови пајташи постају монаси у Саиган храму. Назван је по америчком уметнику, Мајку Мигноли.
Ашура
Ашура (アシュラ, Ashura) бивши бодисатва и главни антагониста. Придружио се Марама јер је пун беса. Када је био млађи, био је заљубљен у људску девојку коју је на силу узео један самурај и злостављао.
Кома
Кома (コマ, Koma) је пас-чувар из будизма кога је Сенџу спасио. Кома статуе се увек налазе у пару и бивају одбачене у пару ако се барем једна од њих оштети. Сенџу је спасио многе Кома статуе од сигурне смрти.
Бато
Бато (バトウ, Bato) је такође бодисатва (Hayagrīva). Након што је Сенџу рањен у бици против Ашуре, Бато је послат на Земљу да га замени.
Ана Кјојама
Ана Кјојама (恐山 アンナ, Kyōyama Anna) је итако; има способност да призове духове и споји их са својим телом, добијајући тако њихове способности. Као и Сачи, родитељи су је оставили на планини Осоре када је била беба, па ју је одгојила старија итако. Као што је већ поменуто, она је била главни лик у Такеијевој краткој причи Itako no Anna, и главна хероина у „Краљу шамана“.
Џункеј
Џункеј (順慶, Junkei) је вајар и творац Сенџуове статуе. Направио је у лику своје сестре коју су убили самураји јер је случајно налетела на њих када се враћала из града. Погубљен је након што је извршио освету над њеним убицама. Ана је призвала његов дух како би направио копију статуе.

## Манга
је написао и илустровао Хиројуки Такеи. Манга се објављивала у часопису Weekly Shōnen Jump од 18. фебруара до 1. јула 1997. године. Поглавља су потом сакупљена у три танкобона. Први танкобон је изашао 4. јула, а последњи 4. децембра 1997. године. У сваком од три танкобона је била увршћена по једна од Такеијевих кратких прича. Први је имао оригинални Butsu Zone из 1996. године, други Death Zero (1996), а трећи Itako no Anna (1994). Манга је опет штампана 18. јула 2007. године, али у два танкобона. Никада није званично преведена на енглески језик.
| - 01: "When You Pray to a Buddha Statue, You're Calling on a Real Hero!!" (仏像を見たらヒーローと思え!! ) - 02: "" (仏敵!奴の名は魔羅 ) - 03: "" (おにぎり ) - 04: "" (コマ ) - 05: "" (セブン ) - Додатак: "" (仏ゾーン ) |

| - 06: "" (日本海の決戦 ) - 07: "" (慈悲と憎悪 ) - 08: "" (ありがとう ) - 09: "" (新しい旅立ち ) - 10: "" (煩悩を断つ男 ) - 11: "" (強い気持ち強い愛 ) - 12: "" ( ) - Додатак: "" (デスゼロ ) |

| - 13: "" (イタコのアンナ仏師を呼ぶ ) - 14: "" (傷だらけの仏師 ) - 15: "" (賽の河原の決戦 ) - 16: "" (危険仏 ) - 17: "" (バトウ往 ) - 18: "" (地蔵諸行無常 ) - 19: "" (未来 ) - Додатак: "" (の ) |

## Аудио драма
Аудио драме покривају сва три танкобона, али са мало другачијим крајем. 
- "" (仏ゾーン 悠久の章, "")[7]
- "" (仏ゾーン 試練の章, "")[7]
- "" (仏ゾーン 悠久の章, "")[7]